# Алоян Арамаїс Никогосович
Арамаїс Никогосович Алоян (вірм. Արամաիս Ալոան; 30 квітня 1962, Єреван) — депутат парламенту Вірменії.

## Біографічні відомості
Народився 30 квітня 1962 року в Єревані.
- 1979—1984 — Вірменський сільськогосподарський інститут. Інженер-технік. Кандидат технічних наук.
- 1984—1986 — інженер Єреванського лісового господарства.
- 1986—1988 — технік автобази «Турист».
- 1988—1992 — помічник начальника лісу в Єреванському лісовому господарстві.
- 1990—1995 — депутат Мясницької райради (м. Єреван).
- 1992—1996 — заступник начальник штабу праці і війни ветеринарів.
- З 1996 — заступник начальника управління виробництва хлібопродукції міністерства сільського господарства і заготівель Вірменії.
- 1996—2000 — заступник директора пенсійно-соціального центру, а потім директор.
- 2000—2003 — депутат парламенту. Член постійної комісії з охорони здоров'я, соціальних питань, з питань охорони природи. Член партії «Орінац Еркір».